# 奥帕瓦公国

奥帕瓦公国纹章

奥帕瓦公国（捷克语：Opavské knížectví；波兰语：Księstwo Opawskie）或特罗保公国（德语：Herzogtum Troppau）是1269年之前由波希米亚国王奥托卡尔二世从摩拉维亚侯爵领地中分离出来授予他的亲生儿子尼古拉一世的领地。因此，奥帕瓦公国的领土在1138年并不是最初的波兰西里西亚公国的一部分。它而首先由波希米亚普热米斯王朝的一个非法分支统治，而不是像许多邻近的西里西亚公国那样由西里西亚皮亚斯特人统治。它的首都是现代捷克共和国的奥帕瓦（特罗保）。
从1337年起，普热米斯利德公爵还统治着毗邻的前皮亚斯特领有的拉齐布日公国。他将奥帕瓦与上西里西亚地区合并。当奥帕瓦分支于1464年绝嗣时，它归并入了从1526年哈布斯堡王朝开始管辖的波希米亚王冠领地。在其存在的最后三个世纪，奥帕瓦公国由列支敦士登家族统治。它于1918年在奥匈帝国解体时终结，但特罗保和耶根多夫（Troppau und Jägerndorf）公爵的头衔仍然存在，属于当今列支敦士登的汉斯-亚当二世。